# ISO 4165

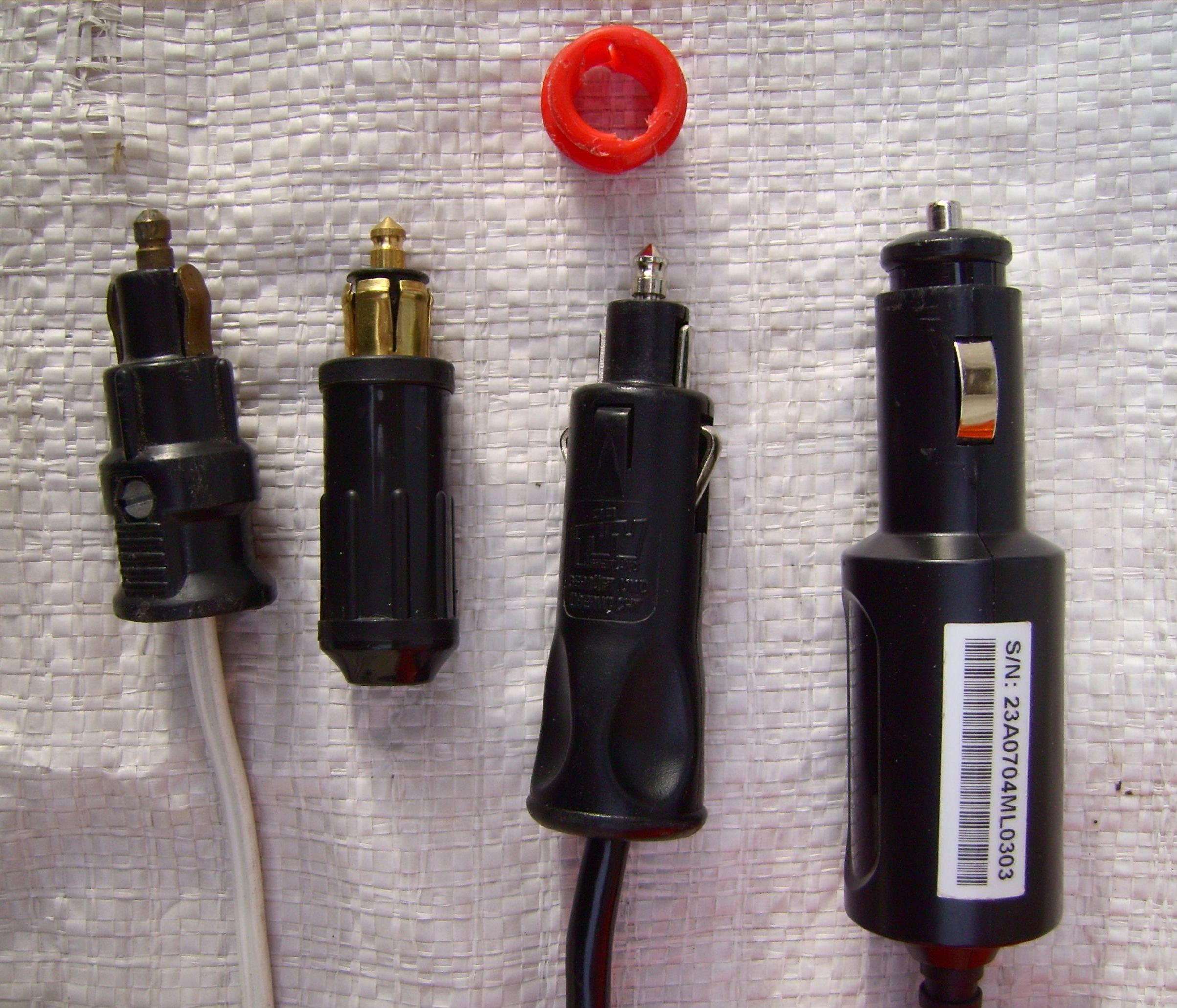
Comparación de (L a R) dos adaptadores de energía tapones, un tapón de combinación, y un Cigarro Tapón más Ligero

ISO 4165 es un estándar adoptado por la Organización Internacional de Normalización (ISO) también DIN que describe un conector de DC de dos polos para suministrar entre 12 y 24 V CC a hasta 12 amperios a los electrodomésticos de los vehículos. Aunque tiene un diseño más o menos similar a un receptáculo de accesorios de automóvil, el conector ISO 4165 es más corto y de menor diámetro. Originalmente era un accesorio estándar en todos los vehículos militares alemanes durante la Segunda Guerra Mundial .
El cuerpo (cuál queda fuera del receptáculo) es 20 mm en diámetro. El restante del mosto del cuello con un 12 mm agujero de diámetro. El alfiler de centro es 5 mm en diámetro.
La ISO 4165:2001 DC conector es también sabido como el BMW tapón de Accesorio, cuando  está utilizado en BMW motocicletas; cuando el Powerlet conector, nombrado después de un firme aquello les produce; y, en Australia, Hella tapón, o tapón de Mérito.
Al menos un fabricante vende un tapón que combina un cigarrillo tapón más ligero y un powerlet, en mucha la misma manera que libreta de avión/de coche de combinación adaptadores de poder del ordenador combinan un cigarrillo tapón más ligero y un ARINC 628/EmPower plug.

## Desarrollo
- ISO de Comité técnico/TC 22, vehículos de Carretera, Subcomisión SC 3, equipamiento Eléctrico y electrónico

## Versiones
- ISO 4165:2001 (Edición de Segundo; revisiones a las figuras y adición de procedimientos de prueba)
- ISO 4165:1979 (versión de ISO Original de estándar; retirado)
- BS EN ISO 4165:2003 (versión Estándar británica; actual)
- BS EN 24165:1992 (versión Estándar británica; retirado)